# Europese weg 871
De Europese Weg 871 of E871 is een Europese weg die loopt van Sofia in Bulgarije naar Kumanovo in Noord-Macedonië.

## Algemeen
De Europese weg 871 is een Klasse B-verbindingsweg en verbindt het Bulgaarse Sofia met het Macedonische Kumanovo en komt hiermee op een afstand van ongeveer 170 kilometer. De route is door de UNECE als volgt vastgelegd: Sofia - Kjustendil - Kumanovo.